# Tasiusaq
Tasiusaq är en by som tillhör staden Upernavik i Qaasuitsup kommun i Norra Grönland. Byn har cirka 240 invånare. Under de två senaste decennierna har invånarantalet stigit, men även varierat i takt med arbetstillfällena vid Royal Greenlands fabrik i bygden. De flesta arbetar med fångst och fiske.

Tasiusaq läge i Upernavik skärgård.